# Serejaka
Serejaka est un district de la région Maekel de l'Érythrée. La capitale de ce district est la petite localité de Serejaka. Ce nom a été donné aussi en raison de la rivière Mai Serejeka qui traverse ce district.  
Ce district est lui-même subdivisé en 4 kebabi, c’est-à-dire les plus petites entités administratives érythréennes :
| District :      | Kebabi                                    | Chef-lieu de kebab                        | Localités incluses dans ce kebab         |
| --------------- | ----------------------------------------- | ----------------------------------------- | ---------------------------------------- |
| Serejaka / ሰረጀቓ | Shima Nēgus Lā’ilaï (Shima Nēgus-le-Haut) | Shima Nēgus Lā’ilaï (Shima Nēgus-le-Haut) | Shima Nēgus Lā’ilaï, Meqerka             |
| Serejaka / ሰረጀቓ | Shima Nēgus Tah'taï (Shima Nēgus-le-Bas)  | Shima Nēgus Tah'taï (Shima Nēgus-le-Bas)  | Shima Nēgus Tah'taï (Shima Nēgus-le-Bas) |
| Serejaka / ሰረጀቓ | Woki - Zagher                             | Zagher                                    | Woki, Zagher, Dersep                     |
| Serejaka / ሰረጀቓ | Kwaznen                                   | Kwaznen                                   | Kwaznen                                  |